# Quesnelia
Die Quesnelia sind eine Pflanzengattung aus der Unterfamilie Bromelioideae innerhalb der Familie der Bromeliengewächse (Bromeliaceae). Die etwa 24 Arten kommen nur im östlichen Brasilien vor.

## Beschreibung und Ökologie

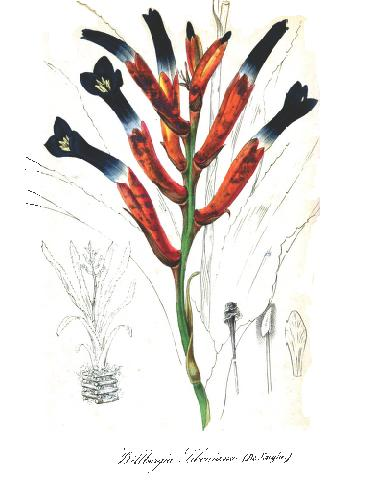
Illustration von Quesnelia liboniana

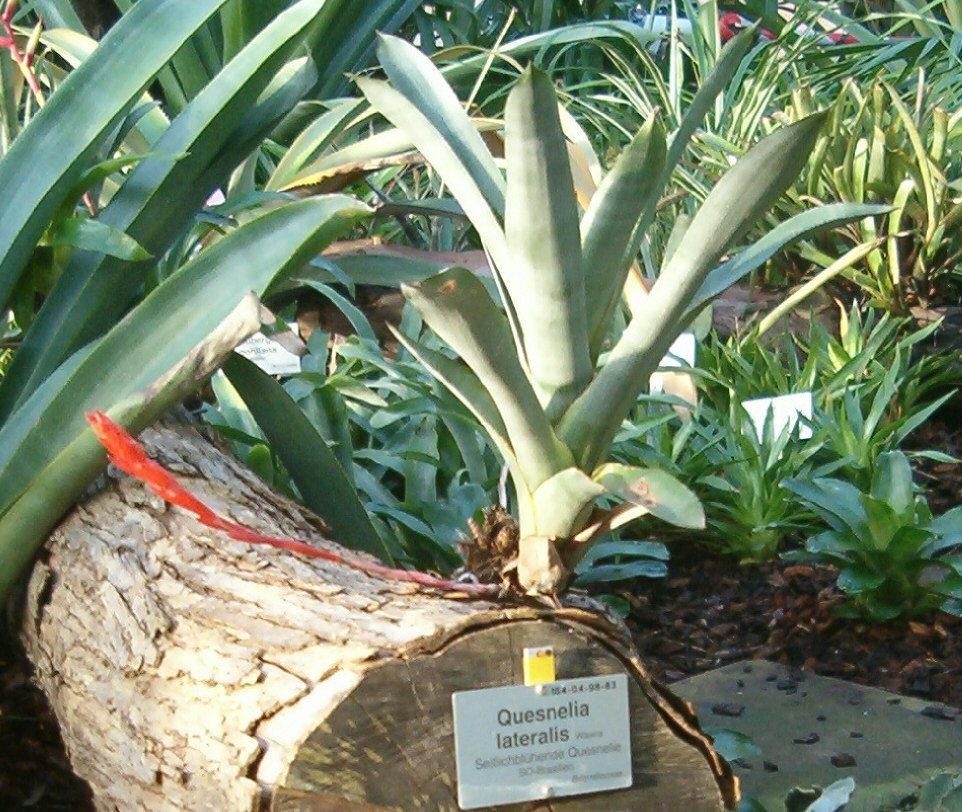
Nur bei wenigen Arten der Familie Bromeliaceae werden die Blütenstände seitlich und endständig gebildet, wie bei Quesnelia lateralis

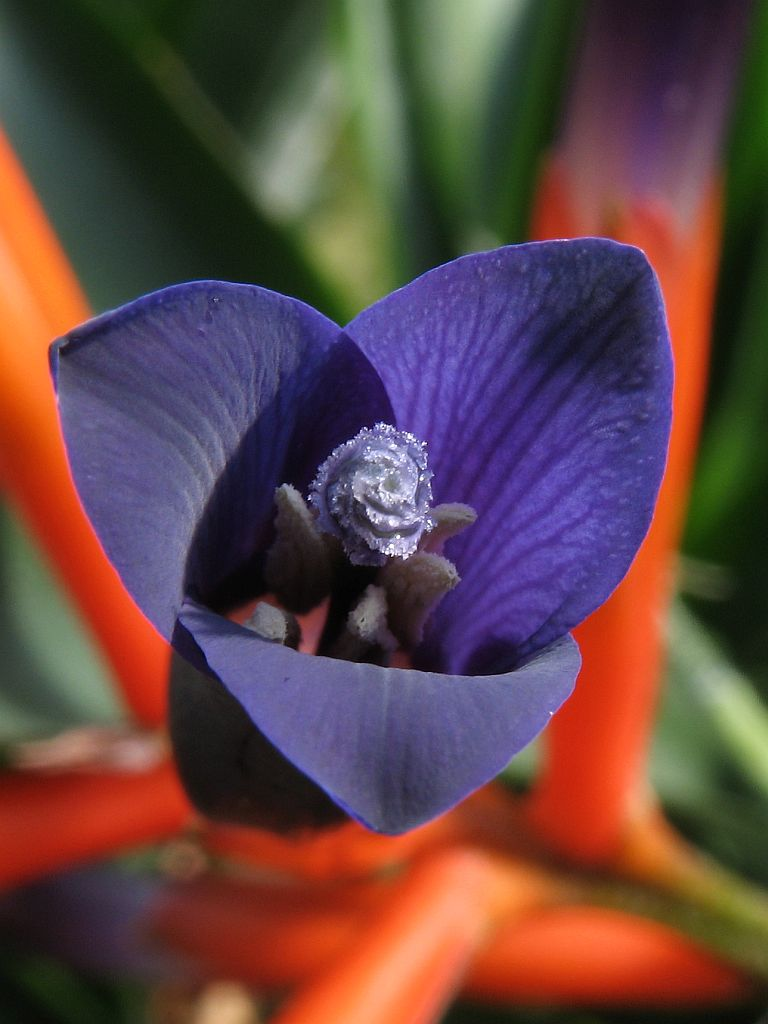
Dreizählige Blüte in Detail von Quesnelia liboniana

### Erscheinungsbild und Blätter
Die Quesnelia-Arten sind ausdauernde krautige Pflanzen. Exemplare derselben Art wachsen als Epiphyten oder terrestrisch. Es handelt sich um Trichter- bzw. Zisternenbromelien. Die Sprossachse ist gestaucht. Es sind kleine bis große Arten mit 0,2 bis zu 1 Metern Trichterdurchmessern.
Es sind wenige bis viele Laubblätter in einer Blattrosette vorhanden. Die einfachen, derben Blattspreiten bandförmig und enden in einer Stachelspitze. Die Blattränder sind immer am Rande bewehrt (wie bei allen Vertretern der Bromelioideae). Saugschuppen sind hauptsächlich auf der Blattunterseite zu sehen, befinden sich aber auch auf der Blattoberseite im unteren Bereich unterhalb der Wasseroberfläche.

### Blütenstände, Blüten und Früchte
Auf relativ kurzen oder bis zu 1 Meter langen, aufrechten bis überhängenden Blütenstandsschäften befinden sich die Blütenstände. In meistens ansehnlichen, nur kurze Zeit haltbaren, einfachen oder selten wenig verzweigten, ährigen Blütenständen (Infloreszenzen) sind die vielen Blüten zylindrisch dicht bis locker angeordnet. Als Besonderheit bildet Quesnelia lateralis zusätzliche, scheinbar seitenständige Blütenstände (daher das Artepitheton), aber es sind Kindel, die kaum erkennbare Blätter ausbilden und sofort blühreif sind. An den Blütenständen sitzen beschuppte, auffällig gefärbte Hochblätter (Brakteen); sie sind rosafarben bis bläulich-rot. Es ist meist kein Blütenstiel vorhanden.
Die zwittrigen Blüten sind fast radiärsymmetrisch und dreizählig. Die Blüten sind seitlich zusammengedrückt. Die drei mehr oder weniger asymmetrischen Kelchblätter sind höchstens kurz an ihrer Basis verwachsen und das obere Ende ist stumpf, spitz oder selten stachelspitzig. Die meist aufrechten, drei roten, violetten, blauen bis fast schwarzen Kronblätter sind oberhalb des Fruchtknotens frei. Die Kronblätter besitzen an ihrer Basis zwei Schüppchen (Ligula). Es sind zwei Kreise mit je drei Staubblättern vorhanden und überragen die Blütenkrone nicht. Bei den inneren Staubblättern sind die Staubfäden auf einem großen Teil ihrer Länge mit den Kronblättern verwachsen. Die biporaten Pollenkörner sind ellipsoid. Drei Fruchtblätter sind zu einem vollständig unterständigen Fruchtknoten verwachsen. An der zentralen bis apikalen Plazenta befinden sich viele stumpfe Samenanlagen.
Blütenformel:
{\displaystyle \star \;K_{3}\;C_{3}\;A_{3+3}\;G_{\overline {(3)}}}
Es werden saftarme Beeren gebildet.

## Ökologie
In den Blatttrichtern sammeln sich oft größere Mengen an Wasser. In vielen Blatttrichtern gibt es kleine Biotope mit mehreren Tierarten, Algen und Wasserpflanzen.
Bei den blaublühenden Arten sind Vögel die Bestäuber.

## Systematik und Verbreitung
Charles Gaudichaud-Beaupré stellte die Gattung Quesnelia 1842 in Voyage Autour du Monde ..., Botanique, Tafel 54 auf. Der Gattungsname Quesnelia ehrt entweder den französischen Konsul in Französisch-Guayana, M. Quesnel, der die ersten Pflanzenexemplare nach Frankreich brachte, oder François Alexandre Quesné (1742–1820). Typusart ist Quesnelia rufa Gaudich. Synonyme für Quesnelia Gaudich. sind: Guesmelia Walp., Lievena Regel.
Das Verbreitungsgebiet der Gattung Quesnelia ist auf das östliche Brasilien beschränkt.
| Es gibt 18 (Luther 2008) bis 24 (Stand 2024) Quesnelia-Arten: |
| - Quesnelia alborosea A.F.Costa & T.Fontoura: Dieser Endemit wurde 2012 aus dem brasilianischen Bundesstaat Bahia erstbeschrieben. Er gedeiht epiphytisch an schattigen Standorten in Höhenlagen von 700 bis 800 Metern auf einem Bergrücken der Serra do Teimoso im Mata Atlântica. - Quesnelia alvimii Leme: Sie kommt im Mata Atlântica nur im brasilianischen Bundesstaat Bahia vor. - Quesnelia arvensis (Vellozo) Mez (Syn.: Quesnelia rufa var. sororocabae Lindm., Quesnelia arvensis var. sororocabae (Lindm.) Mez): Sie gedeiht an der Küste etwa auf Meeresniveau in den brasilianischen Bundesstaaten Rio de Janeiro sowie São Paulo. - Quesnelia augusto-coburgii Wawra: Sie gedeiht epiphytisch in Höhenlagen von bis zu 1000 Metern in den brasilianischen Bundesstaaten Minas Gerais sowie Rio de Janeiro. - Quesnelia clavata Amorim & Leme: Sie wurde 2009 aus dem brasilianischen Bundesstaat Bahia erstbeschrieben. Sie gedeiht epiphytisch oder terrestrisch und wurde bisher nur in feuchten Wäldern an schattigen Standorten in Höhenlagen von 400 bis 800 Metern im südlichen Teil Bahias gefunden. - Quesnelia conquistensis Leme: Sie wurde 2008 aus dem brasilianischen Bundesstaat Bahia erstbeschrieben. Sie gedeiht epiphytisch oder terrestrisch und wurde bisher nur an halbschattigen Standorten in gestörten fragmentierten kleinen Restbeständen des Mata Atlântica in Höhenlagen von etwa 700 Metern gefunden. - Quesnelia dubia Leme: Sie wurde 2005 aus dem brasilianischen Bundesstaat Bahia erstbeschrieben. - Quesnelia edmundoi L.B.Sm.: Die drei Varietäten kommen hauptsächlich im brasilianischen Bundesstaat Rio de Janeiro vor: - Quesnelia edmundoi L.B.Sm. var. edmundoi: Sie gedeiht epiphytisch in Wäldern in niedrigen Höhenlagen. - Quesnelia edmundoi var. intermedia E.Pereira & Leme: Sie gedeiht epiphytisch in Waldgebieten. - Quesnelia edmundoi var. rubrobracteata E.Pereira: Sie kommt in den brasilianischen Bundesstaaten Rio de Janeiro sowie Espirito Santo vor. - Quesnelia humilis Mez (Syn.: Quesnelia hoehnei L.B.Sm.): Sie gedeiht in Regenwäldern in Höhenlagen von 800 bis 900 Metern nur im brasilianischen Bundesstaat São Paulo. - Quesnelia imbricata L.B.Sm.: Sie soll im Mata Atlântica in den brasilianischen Bundesstaaten Parana sowie Santa Catarina vorkommen. - Quesnelia indecora Mez: Sie gedeiht epiphytisch sowie lithophytisch in Höhenlagen von bis zu 2000 Metern nur im brasilianischen Bundesstaat Minas Gerais. - Quesnelia kautskyi C.Vieira: Sie wurde 1999 aus dem brasilianischen Bundesstaat Espírito Santo erstbeschrieben. Sie gedeiht in Höhenlagen von etwa 650 Metern. - Quesnelia koltesii Amorim & Leme: Sie wurde 2009 aus dem brasilianischen Bundesstaat Bahia erstbeschrieben. Sie gedeiht epiphytisch oder terrestrisch und wurde bisher nur in feuchten Primär- oder Resten von Sekundärwäldern an schattigen Standorten in Höhenlagen von 800 bis 1000 Metern im südlichen Teil Bahias gefunden. - Quesnelia lateralis Wawra (Syn.: Quesnelia centralis Wawra, Quesnelia enderi (Regel) Gravis & Wittm.): Sie gedeiht terrestrisch sowie lithophytisch in Höhenlagen von 1350 bis 1900 Metern in den brasilianischen Bundesstaaten Espírito Santo sowie Rio de Janeiro. - Quesnelia liboniana (De Jonghe) Mez: Sie gedeiht epiphytisch in Höhenlagen von 500 bis 1000 Metern in den brasilianischen Bundesstaaten Rio de Janeiro und vielleicht Bahia. - Quesnelia marmorata (Lem.) R.W.Read (Syn.: Quesnelia effusa Lindm.): Sie gedeiht epiphytisch in Höhenlagen von etwa Meeresniveau in Brasilien. - Quesnelia quesneliana (Brongniart) L.B.Sm. (Syn.: Quesnelia rufa Gaudich., Quesnelia roseomarginata Carrière, Quesnelia cayennensis Baker): Sie gedeiht hauptsächlich terrestrisch am Strand oder in der Küstenstrauchvegetation bis im Wald in Höhenlagen von etwa Meeresniveau in den brasilianischen Bundesstaaten Espírito Santo sowie Rio de Janeiro. - Quesnelia seideliana L.B.Sm. & Reiz: Dieser Endemit gedeiht epiphytisch sowie lithophytisch in Höhenlagen von 650 bis 900 Metern in einem schmalen Band im südöstlichen Teil des regenreichen Mata Atlântica nur im brasilianischen Bundesstaat Rio de Janeiro. - Quesnelia strobilispica Wawra (Syn.: Quesnelia blanda (Schott ex Beer) Mez): Sie gedeiht epiphytisch sowie lithophytisch oder seltener terrestrisch in Höhenlagen von 700 bis 1300 Metern in den brasilianischen Bundesstaaten Minas Gerais, Espírito Santo sowie Rio de Janeiro. - Quesnelia testudo Lindm. (Syn.: Quesnelia roseomarginata sensu E.Morren, Quesnelia skinneri hort. ex E.Morren, Quesnelia skinneri E.Morren ex Harms): Sie gedeiht epiphytisch oder meist terrestrisch in Höhenlagen von 0 bis 800 Metern in der Küstenstrauchvegetation (Restinga) nur im brasilianischen Bundesstaat São Paulo. - Quesnelia tubifolia Leme & L.Kollmann: Sie wurde 2011 aus dem brasilianischen Bundesstaat Minas Gerais erstbeschrieben. Dieser Endemit gedeiht epiphytisch an den obersten Ästen 30 bis 40 Meter hoher Bäume in Höhenlagen von etwa 920 Metern in Santa Maria do Salto, Talismã in Minas Gerais an der Grenze zu Bahia. - Quesnelia vasconcelosiana Leme: Sie wurde 2020 erstbeschrieben. Dieser Endemit wurde bisher nur epiphytisch an den unteren bis mittleren Ästen von Bäumen in einem Fragment des Mata Atlântica wachsend in Höhenlagen von etwa 1010 Metern nur in Itaipé im brasilianischen Bundesstaat Minas Gerais gefunden. - Quesnelia violacea Wand. & S.L.Proença: Sie gedeiht epiphytisch oder terrestrisch im Mata Atlântica nur im brasilianischen Bundesstaat São Paulo. Als Art nicht mehr anerkannt: - Quesnelia morreniana (Baker) Mez: Sie wurde anhand eines kultivierten Exemplars erstbeschrieben und von ihr ist wenig bekannt, es könnte sein, dass es sich um eine Hybride handelt. |

## Nutzung
Da die Blütenstände nicht so lange haltbar sind wie beispielsweise bei Aechmea, findet man diese Arten selten in privaten Sammlungen. Aber in fast allen botanischen Gärten findet man mindestens eine Art dieser relativ anspruchslosen, aber dekorativen Pflanzen.